# Maximilián Rumpál

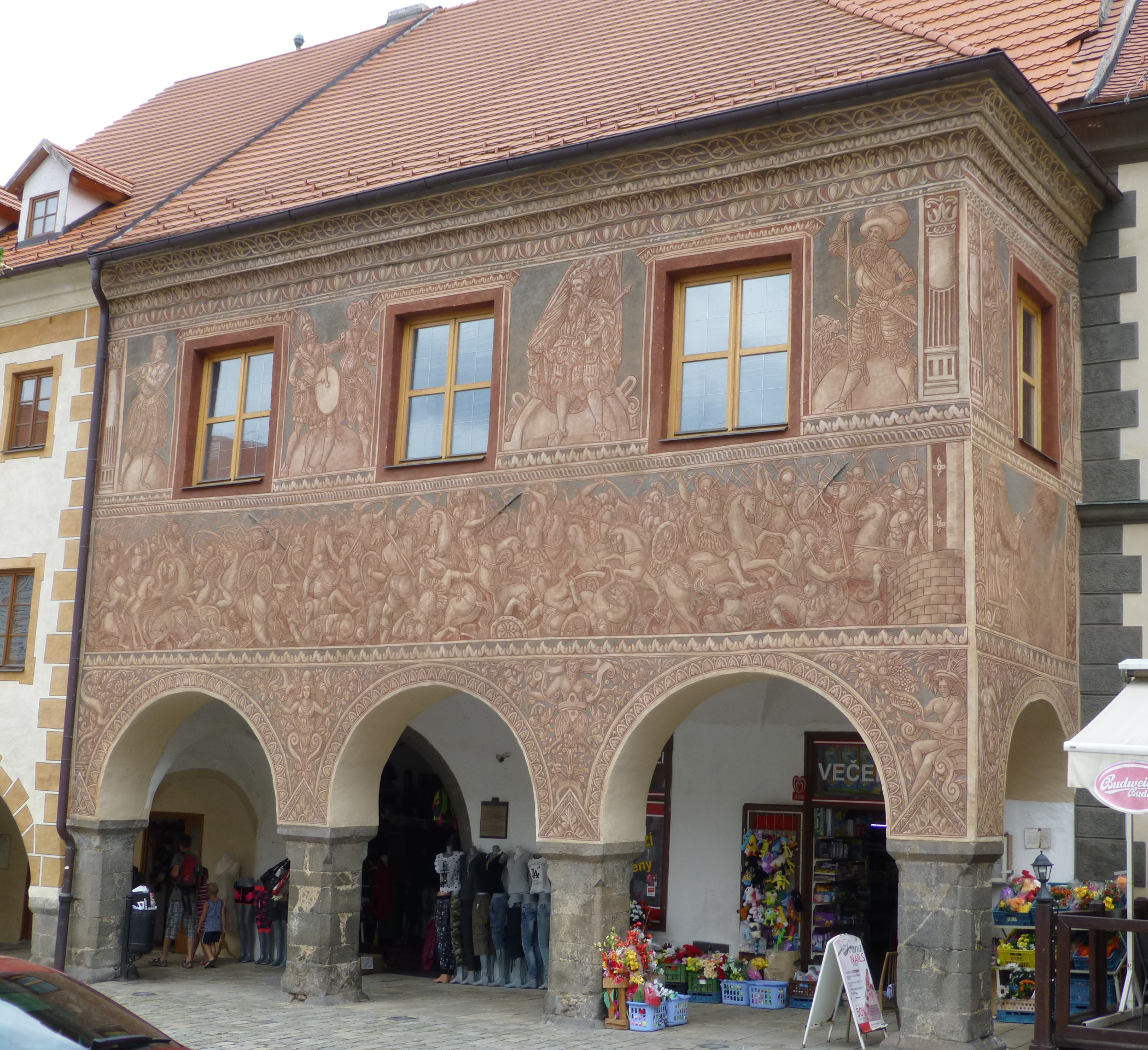
Prachatice, Rumpálův dům, č. 506

Maximilián Rumpál (1581? Prachatice – 27. či 28. září 1620 Prachatice) byl prachatický měšťan, obchodník se solí a městský radní.

## Život
Narodil se prachatickému měšťanovi Jakubovi Rumpálovi (1535-1600) a jeho ženě Anně, dceři Chrysostoma Berounského, jak je uvedeno v soupisu obyvatel z roku 1585. Měl starší sestru Kristinu a mladší sestru Benignu. Rodina měla 2 služebné, chůvu a pomocnici v domácnosti a žila nejspíše v domě v Husově ulici. V roce 1608 získal masný krám od Jakuba Řezníka coby splátku dluhu. Oženil se v roce 1610 s Justinou, vdovou po Janu Ziglovi. Roku 1612 odkoupil vorný grunt ve Hvozdci od Mikuláše Pumprleho. V roce 1617 je uváděn jako městský radní. Dne 3. července 1620 se vydal společně s Matějem Ziglem a Jiříkem Pelhřimovským do Prahy k panu podkomořímu se zplnomocněním měšťanů, kvůli obnovení městského úřadu, neb 11. března 1620 dalo město slib poslušnosti novému králi Fridrichu Falckému a úspěšně se ubránilo obléhání císařského vojska vedeným plukovníkem Baltasarem Madrasem v květnu 1620. Předpokládá se, že v tomto období byl v čele města, a padl při druhém obléhání města vojskem generála Maxmiliána Buquoye v září 1620.

## Příbuzní a Rumpálův dům
V Prachaticích na náměstí je dům č. 41 pojmenován přímo Rumpálův dům. Patřil strýci Maximiliána Rumpála, obchodníkovi a radnímu Šebestiánovi. Druhým jeho strýcem z otcovy strany byl Mikuláš Rumpál. Ve svatební smlouvě Maximiliána a Justýny jsou zmínění coby jeho svědci další příbuzní, bratranci Řehoř Rumpál a Tobiáš Rumpál. Jeho bratrancem byl i Matouš Rumpál.

## Literární zpracování

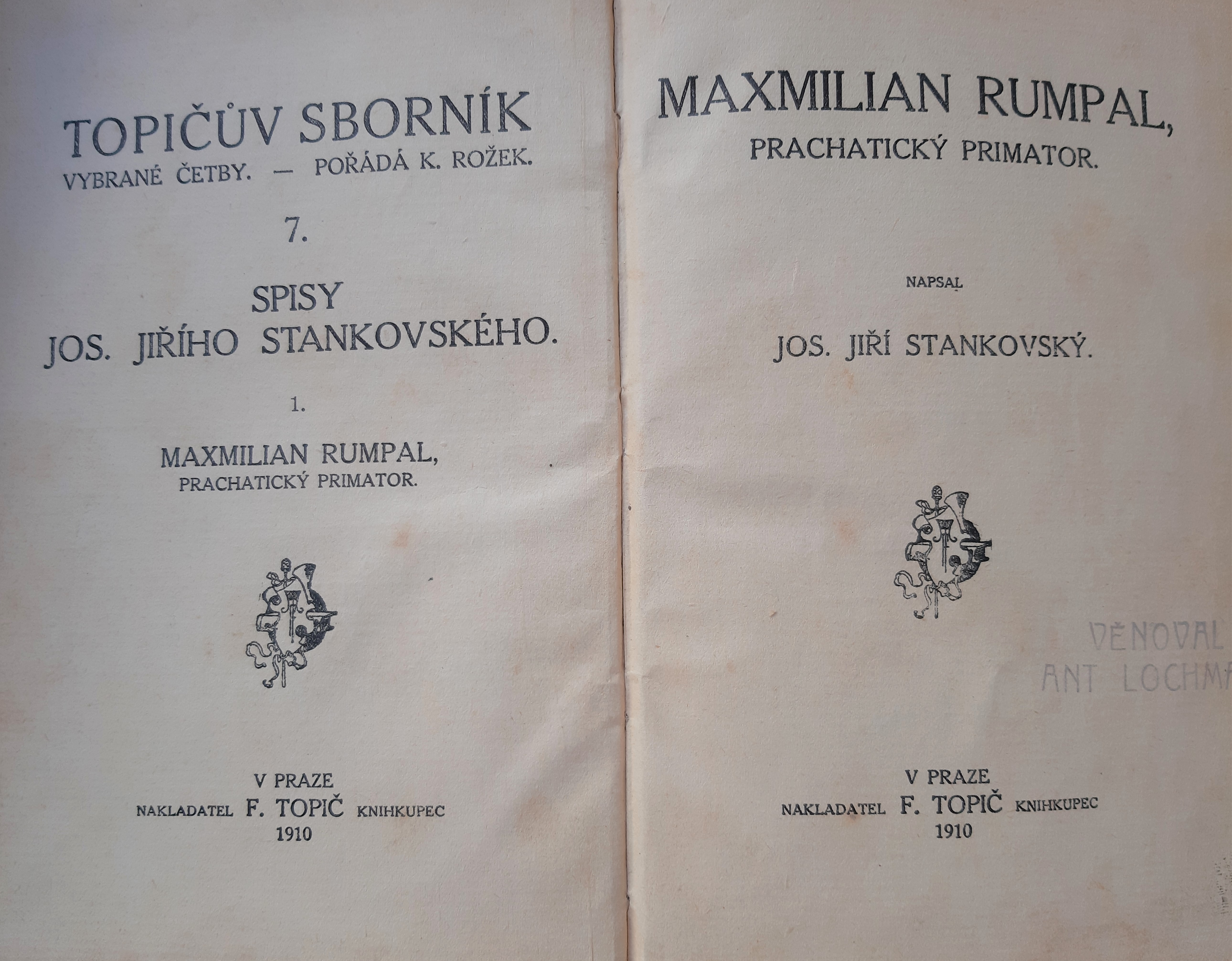
J. J. Stankovský: Maximilian Rumpal (vydání 1910)

Fiktivní život Maximiliána Rumpála popsal Josef Jiří Stankovský v románu Maxmilián Rumpal, prachatický primator: historický román z dob třecetileté války, který byl poprvé vydán v roce 1875.